# NGC 4449
NGC 4449 (také známá jako Caldwell 21) je nepravidelná galaxie v souhvězdí Honicích psů vzdálená od Země přibližně 14 milionů světelných let. Objevil ji William Herschel 27. dubna 1788.
Na obloze se nachází v západní části souhvězdí, 3° severozápadně od hvězdy Chara (β CVn) s magnitudou 4,3.

## Popis
Tato dobře prostudovaná galaxie má podobný rozměr a jas jako Velký Magellanův oblak (satelitní galaxie Mléčné dráhy), ke kterému bývá často přirovnávána,
ale nachází se v mnohem větší vzdálenosti. 
NGC 4449 má obecný příčkový tvar, což je typické i pro Velký Magellanův oblak, a jsou v ní rozptýlené mladé hvězdokupy s modrými hvězdami. 

### Hvězdotvorná galaxie
Na rozdíl od Velkého Magellanova oblaku je NGC 4449 díky prudkému zrodu hvězd (dvojnásobný proti Velkému Magellanově oblaku)
považována za hvězdotvornou galaxii (anglicky Starburst galaxy) a obsahuje několik hmotných mladých hvězdokup,
z nichž se jedna nachází ve středu galaxie.
Ve spodní části fotografie z Hubbleova vesmírného dalekohledu (vpravo nahoře na této stránce) je vidět růžová záře atomů plynného vodíku, který prozrazuje oblasti prudké tvorby hvězd.
NGC 4449 je obklopena velkou obálkou neutrálního vodíku, která se rozprostírá na ploše 75 obloukových minut (14-násobek optického průměru galaxie). Obálka vykazuje narušení a nepravidelnosti způsobené pravděpodobně působením blízkých galaxií.
Ovlivnění blízkými galaxiemi je považováno za činitele tvorby hvězd v NGC 4449 a v roce 2012 byly dokonce objeveny dvě malé galaxie, které na sebe s NGC 4449 vzájemně působí: narušená trpasličí sférická galaxie s velmi nízkou plošnou jasností, která má stejnou hmotnost jako galaktické halo NGC 4449, ale s poměrem temné hmoty k viditelné hmotě 5x až 10x větším než NGC 4449,
a velmi zploštělá kulová hvězdokupa se dvěma slapovými ohony mladých hvězd, která může být jádrem galaxie bohaté na plyny.
Obě satelitní galaxie byly zjevně galaxií NGC 4449 narušeny a ta je nyní pohlcuje.

## Sousední galaxie
NGC 4449 je součástí skupiny galaxií s názvem Skupina Honicích psů I (Skupina galaxií M94), která leží ve vzdálenosti 13 milionů světelných let a nachází se tedy poměrně blízko k Místní skupině galaxií, ve které leží i Galaxie Mléčná dráha. Největšími členy Skupiny Honicích psů I jsou galaxie NGC 4244 a NGC 4395, nejjasnější galaxií je ovšem Messier 94.